# Clefs-Val d'Anjou
Clefs-Val d'Anjou est une ancienne commune française située dans le département de Maine-et-Loire, en région Pays de la Loire, ayant existé de 2013 à 2016.
Elle naît le 1er janvier 2013 de la fusion en commune nouvelle des deux anciennes communes de Clefs et de Vaulandry qui en deviennent des communes déléguées. Son chef-lieu est fixé à Clefs et les deux anciennes communes en deviennent des communes déléguées,.
Elle fusionne le 1er janvier 2016 avec neuf autres communes de l'ancienne communauté de communes du canton de Baugé pour former la commune nouvelle de Baugé-en-Anjou. Clefs-Val d'Anjou disparaît, n'est plus une commune de France, les deux anciennes communes de Clefs et Vaulandry restant des communes déléguées, mais cette fois au sein de la commune nouvelle élargie.

## Géographie

### Localisation
Commune angevine du Baugeois, Clefs-Val d'Anjou se situe au nord de Baugé-en-Anjou, en limite du département de la Sarthe.
Clefs et Vaulandry sont distantes de 3,7 kilomètres l'une de l'autre,.

### Géologie et relief
L'altitude de la commune varie de 30 à 97 mètres. Le relief du Baugeois est principalement constitué d'un plateau, aux terrains sablonneux, siliceux ou calcaires, caractérisés par de larges affleurements sédimentaires, crétacés, sables et calcaires aux teintes claires.
Sa superficie est de près de 54 km2 (5 357 hectares).
Située dans une vallée, dont les bords boisés se relèvent au Nord, une partie de son territoire est classée Natura 2000 pour le site d'importance communautaire de la vallée du Loir de Vaas à Bazouges et ses abords (Vaulandry), et comporte plusieurs zones naturelles d'intérêt écologique, floristique et faunistique (ZNIEFF), pour la zone du ruisseau Le Verdun (Clefs), pour la zone humide et lande en forêt du Pugle, les prairies humides des trufferiez, les prairies humides de Turbilly, les prairies humides du ruisseau du Gué-de-Bré, la vallée des Cartes et de la Vesotière, celles des bois de Lanfray, bois de Parnay, massif du Graffard et bois de La Roltière, et celle de la vallée du Loir de Pont-de-Braye à Bazouges-sur-Loir (Vaulandry).

### Hydrographie
Le ruisseau des Cartes prend sa source et traverse le sud de son territoire. Il a pour principal affluent le ruisseau de la Valette.

### Climat
Son climat est tempéré, de type océanique. Le climat angevin est particulièrement doux, du fait de sa situation entre les influences océaniques et continentales. Généralement les hivers sont pluvieux, les gelés rares et les étés ensoleillés.

### Aux alentours
Par rapport à Clefs, le chef-lieu, les communes les plus proches sont Saint-Quentin-lès-Beaurepaire (3 km), Montpollin (5 km), Fougeré (6 km), Saint-Martin-d'Arcé (7 km), La Flèche (8 km), Pontigné (9 km), Cré (9 km), Cheviré-le-Rouge (9 km), Baugé (10 km) et Savigné-sous-le-Lude (10 km).

## Toponymie et héraldique

### Toponymie de Clefs
Formes anciennes du nom : Odo de Cleis avant 1093, G. de Clederiis en 1095, Hugone de cleers en 1152, Ecclesiam de Cleeriis en 1177, parochia de Clees en 1338, Clefs en 1793.

### Toponymie deClefs-Val d'Anjou
Initialement dénommée « Clevaulanjou » par les communes proposantes, le préfet la rebaptise « Clefs-Val d'Anjou » en novembre 2012,.

### Héraldiques
Blason de Clefs :
| Clefs | Blason ville de Clefs : Parti d'azur et de gueules, à deux clés renversées d'or, passées en sautoir et brochant sur le tout,. |

Blason de Vaulandry :
| Vaulandry | Écartelé : au 1er d'or au chardon de sinople, fleuri de gueules et mouvant d'un croissant du même, au 2e de sinople au pairle d'argent, la branche senestre alésée et aiguisé, chargé de quatre fers de moulin de sable posés à plomb, au 3e de sinople à la tour d'or, maçonnée de sable, ouverte et ajourée du champ, au 4e d'or au sanglier de sable surmonté de deux pommes de pin au naturel. |

## Histoire

### Moyen Âge
L'origine de la paroisse de Clefs est inconnue. L'église est rachetée par l'évêque Geoffroi La Mouche en 1177.
La seigneurie de Clefs est au Moyen Âge l'une des plus notables de l'Anjou ; ses seigneurs étant sénéchaux de La Flèche.
Au XVe siècle le roi René, qui aimait venir chasser dans les forêts de la région, fait reconstruire le château de Baugé.

### Ancien Régime

Carte de la sénéchaussée de Baugé en Anjou au XVIIIe siècle.

Sous l'Ancien Régime, ce territoire dépend de la sénéchaussée angevine de Baugé.

### Époque contemporaine
À la réorganisation administrative accompagnant la Révolution, Clefs et Vaulandry sont intégrés au canton de Fougeré, puis en 1800 à celui de Baugé ; canton rattaché au district de Baugé, puis en 1800 à l'arrondissement de Baugé et à sa disparition en 1926, à l'arrondissement de Saumur,.

#### Camp de travail sous l'Occupation
Durant la deuxième guerre mondiale, un camp de travail est ouvert sur la commune de Clefs : le camp de Beauregard, établi à proximité du Château de Mélinais. Entre 1942 et 1943, cent soixante juifs français et étrangers y sont internés en tant « qu’ouvriers israélites ». Ils travaillaient sur le chantier forestier no 1607.
Le 22 novembre 1943, les nazis encerclent le camp et arrêtent soixante quatre hommes. Ils seront déportés à Auschwitz via Drancy par le convoi no 64 du 7 décembre 1943. Six échappent à l'arrestation et parviennent à s'enfuir avec l'aide probable d'habitants de la commune et des alentours.
Une plaque commémorative est posée le 14 décembre 2003 lors d’une cérémonie en souvenir de la déportation des bûcherons juifs du chantier forestier de Clefs.

### Commune nouvelle deClefs-Val d'Anjou
Initié en 2011, le 30 octobre 2012 le projet de création d'une commune nouvelle est approuvé par les conseils municipaux des deux communes concernées. L'arrêté préfectoral du 19 novembre 2012 crée officiellement la commune nouvelle de Clefs-Val d'Anjou, qui prend effet le 1er janvier 2013. D'autres communes du département voient également le jour ce même 1er janvier, Baugé-en-Anjou dans le Baugeois et Chemillé-Melay dans les Mauges.
En 2014, un nouveau projet de fusion se dessine, les municipalités de la communauté de communes du canton de Baugé envisageant de se réunir en une seule commune. Le 29 avril 2015, le conseil communautaire se prononce en faveur du projet de commune nouvelle constituée des communes déléguées de Baugé, Montpollin, Pontigné, Saint-Martin-d'Arcé, Le Vieil-Baugé, Clefs, Vaulandry, Bocé, Cuon, Chartrené, Cheviré-le-Rouge, Le Guédeniau, Échemiré, Fougeré, Saint-Quentin-lès-Beaurepaire. Le 18 mai, l'ensemble des conseils municipaux vote en faveur de la création de la commune nouvelle. L'arrêté préfectoral est signé le 10 juillet et porte sur la création au 1er janvier 2016 de la commune nouvelle de « Baugé-en-Anjou », groupant les communes de Baugé-en-Anjou, Bocé, Chartrené, Cheviré-le-Rouge, Clefs-Val d'Anjou, Cuon, Échemiré, Fougeré, Le Guédeniau et Saint-Quentin-lès-Beaurepaire. Un recours devant le tribunal administratif de Nantes n'aboutit pas.

## Politique et administration

### Administration municipale
Commune nouvelle née en janvier 2013, une période de transition s'ouvre jusqu'aux élections municipales de mars 2014. Conformément à l'arrêté de création, la commune est administrée durant cette période par un conseil municipal formé des 24 élus des précédents conseils de Clefs et Vaulandry,.
Le 2 janvier, le premier maire de la commune de Clefs-Val d'Anjou est élu.
| Période        | Période       | Identité        | Étiquette | Qualité |
| -------------- | ------------- | --------------- | --------- | ------- |
| 2 janvier 2013 | décembre 2015 | Michel Renault, | DVD       |         |

### Intercommunalité
La commune est intégrée à la communauté de communes du canton de Baugé. Créée en 1994, cette structure intercommunale regroupe les dix communes du canton : Baugé-en-Anjou, Bocé, Chartrené, Cheviré-le-Rouge, Clefs-Val d'Anjou, Cuon, Échemiré, Fougeré, Le Guédeniau et Saint-Quentin-lès-Beaurepaire.
Elle a pour objet d’associer des communes au sein d’un espace de solidarité, en vue de l’élaboration d’un projet commun de développement et d’aménagement de l’espace.
La communauté de communes est membre du syndicat mixte Pays des Vallées d'Anjou (SMPVA), structure administrative d'aménagement du territoire qui regroupe six communautés de communes : Beaufort-en-Anjou, Canton de Baugé, Canton de Noyant, Loir-et-Sarthe, Loire Longué et Portes-de-l'Anjou.

### Autres organismes de coopération
La commune est également membre du :
- Conseil de développement du Pays des Vallées d'Anjou (CDPVA) ;
- Syndicat intercommunal d’eau et d’assainissement de l’agglomération baugeoise ;
- Syndicat mixte intercommunal de valorisation et de recyclage thermique des déchets de l’Est Anjou (SIVERT), dont le siège est situé à Lasse[31] ;
- Syndicat intercommunal pour l'aménagement du Couasnon (SIAC).

### Autres circonscriptions
Jusqu'en 2015, Clefs-Val d'Anjou fait partie du canton de Baugé et de l'arrondissement de Saumur. Ce canton compte alors les dix mêmes communes que celles de la communauté de communes. Dans le cadre de la réforme territoriale, un nouveau découpage territorial pour le département de Maine-et-Loire est défini par le décret du 26 février 2014. La commune est alors rattachée au canton de Beaufort-en-Vallée, avec une entrée en vigueur au renouvellement des assemblées départementales de 2015.

### Instances judiciaires
Clefs-Val d'Anjou est située dans le ressort du tribunal d'instance et du conseil de prud'hommes qui siègent à Saumur. Elle dépend d'Angers pour le tribunal de grande instance, la cour d'appel, le tribunal pour enfants et le tribunal de commerce. Enfin, elle relève du tribunal administratif et de la cour administrative d'appel qui se situent à Nantes.

## Population et société

### Démographie
Au regard de la population légale, Clefs-Val d'Anjou compte 1 292 habitants à sa création.
L'évolution du nombre d'habitants est connue à travers les recensements de la population effectués dans la commune depuis 2011. À partir du 1er janvier 2009, les populations légales des communes sont publiées annuellement dans le cadre d'un recensement qui repose désormais sur une collecte d'information annuelle, concernant successivement tous les territoires communaux au cours d'une période de cinq ans. 
Pour les communes de moins de 10 000 habitants, une enquête de recensement portant sur toute la population est réalisée tous les cinq ans, les populations légales des années intermédiaires étant quant à elles estimées par interpolation ou extrapolation. Pour la commune, le premier recensement exhaustif entrant dans le cadre du nouveau dispositif a été réalisé en 2015,.
En 2014, la commune comptait 1 313 habitants.
| 2011  | 2012  | 2013  | 2014  |
| ----- | ----- | ----- | ----- |
| 1 314 | 1 314 | 1 320 | 1 313 |

## Économie

### Tissu économique
Sur 107 établissements présents sur l'ensemble de ce territoire à fin 2010, 38 % relevaient du secteur de l'agriculture (pour une moyenne de 17 % sur le département), 8 % du secteur de l'industrie, 8 % du secteur de la construction, 39 % de celui du commerce et des services et 8 % du secteur de l'administration et de la santé.

### Agriculture
On trouve sur son territoire plusieurs appellations :
- AOC AOP Maine-Anjou, IGP Bœuf du Maine, IGP Porc de la Sarthe, IGP Volailles de Loué, IGP Volailles du Maine, IGP Œufs de Loué, IGP Oie d'Anjou,
- IGP Cidre de Bretagne ou Cidre breton.

## Culture locale et patrimoine

### Lieux et monuments
La commune comporte plusieurs inscriptions à l'inventaire du patrimoine.
Sur le territoire de l'ancienne commune de Clefs, :
- Le château de Clefs ou manoir de Toury, modeste logis seigneurial transformé en demeure rurale, qui comporte des cheminées Renaissance à décors sculptés, est inscrit comme monument historique depuis le 24 septembre 1998 (PA49000017).

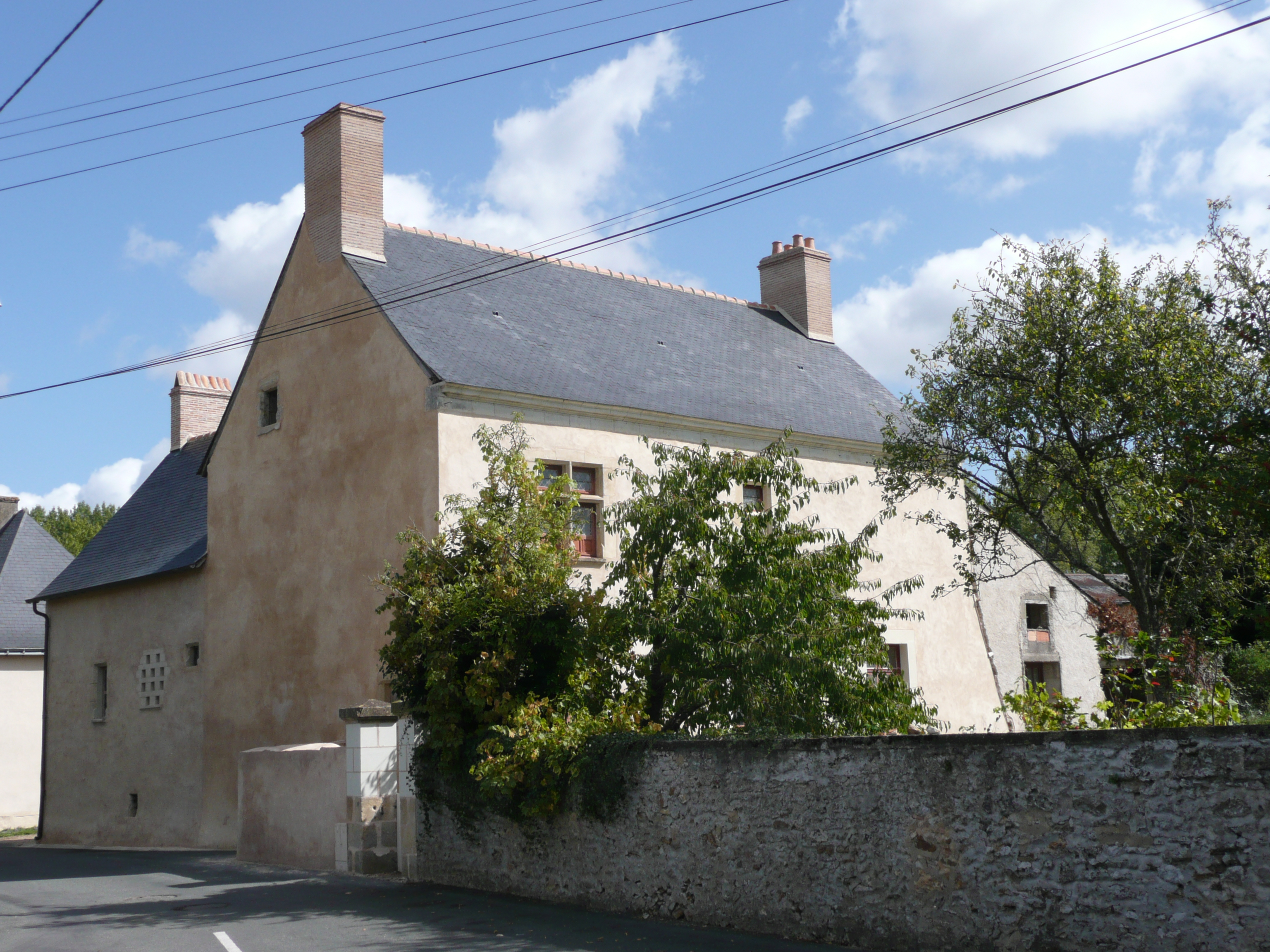
Château de Clefs.
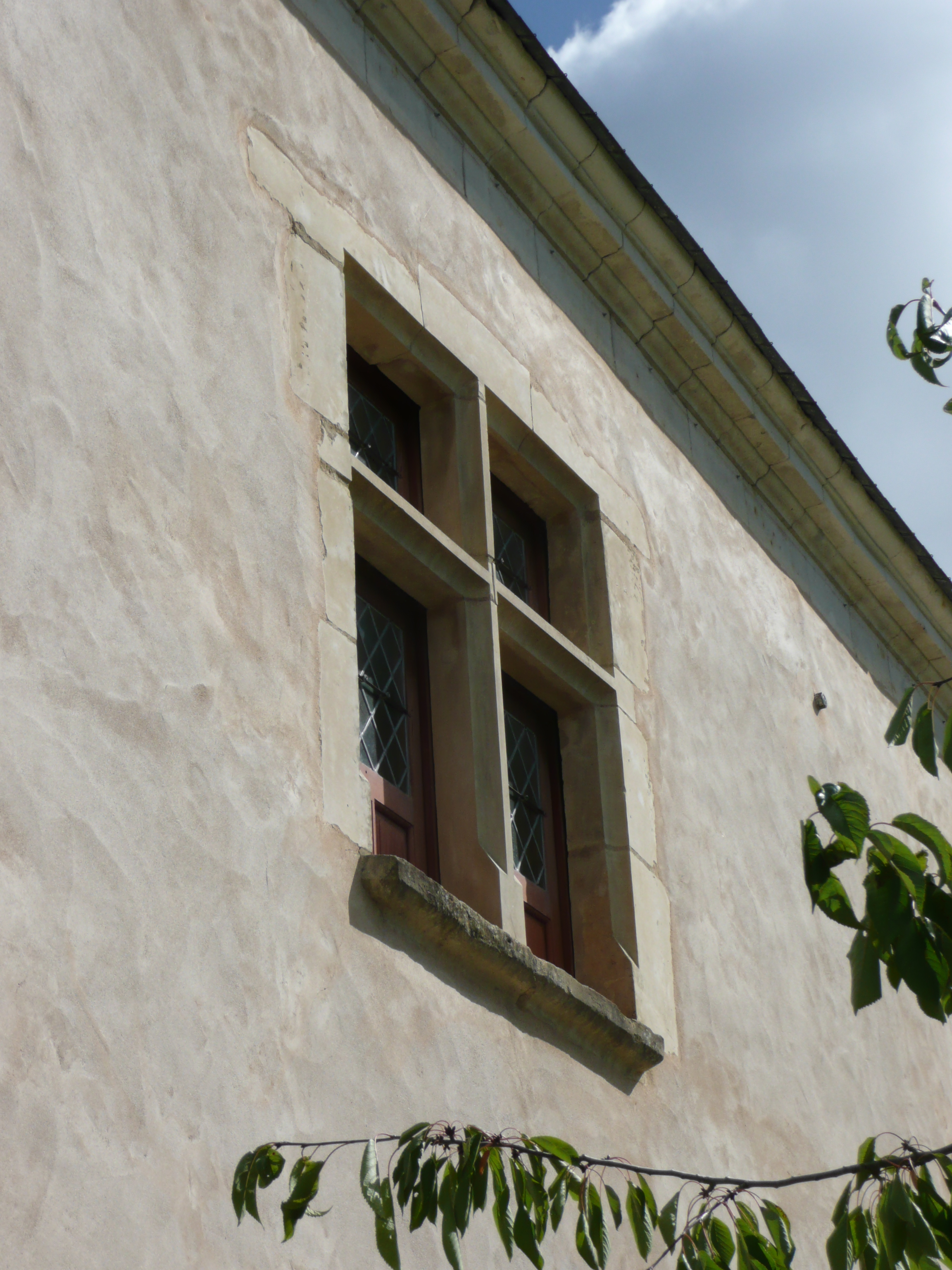
Château de Clefs (détail).

- L'église paroissiale Notre-Dame, des XIe XIIe et XIXe siècles, Inventaire général.
- Plusieurs fermes, maisons et manoirs, des XVIe XVIIe XVIIIe et XIXe siècles, Inventaire général.
- Moulins, des XVIIe XVIIIe et XIXe siècles, Inventaire général.

Sur le territoire de l'ancienne commune de Vaulandry, :
- L'église Saint-Pierre, du XIIe siècle, est inscrite au titre des monuments historiques le 17 juillet 1926 (PA00109413)[45].

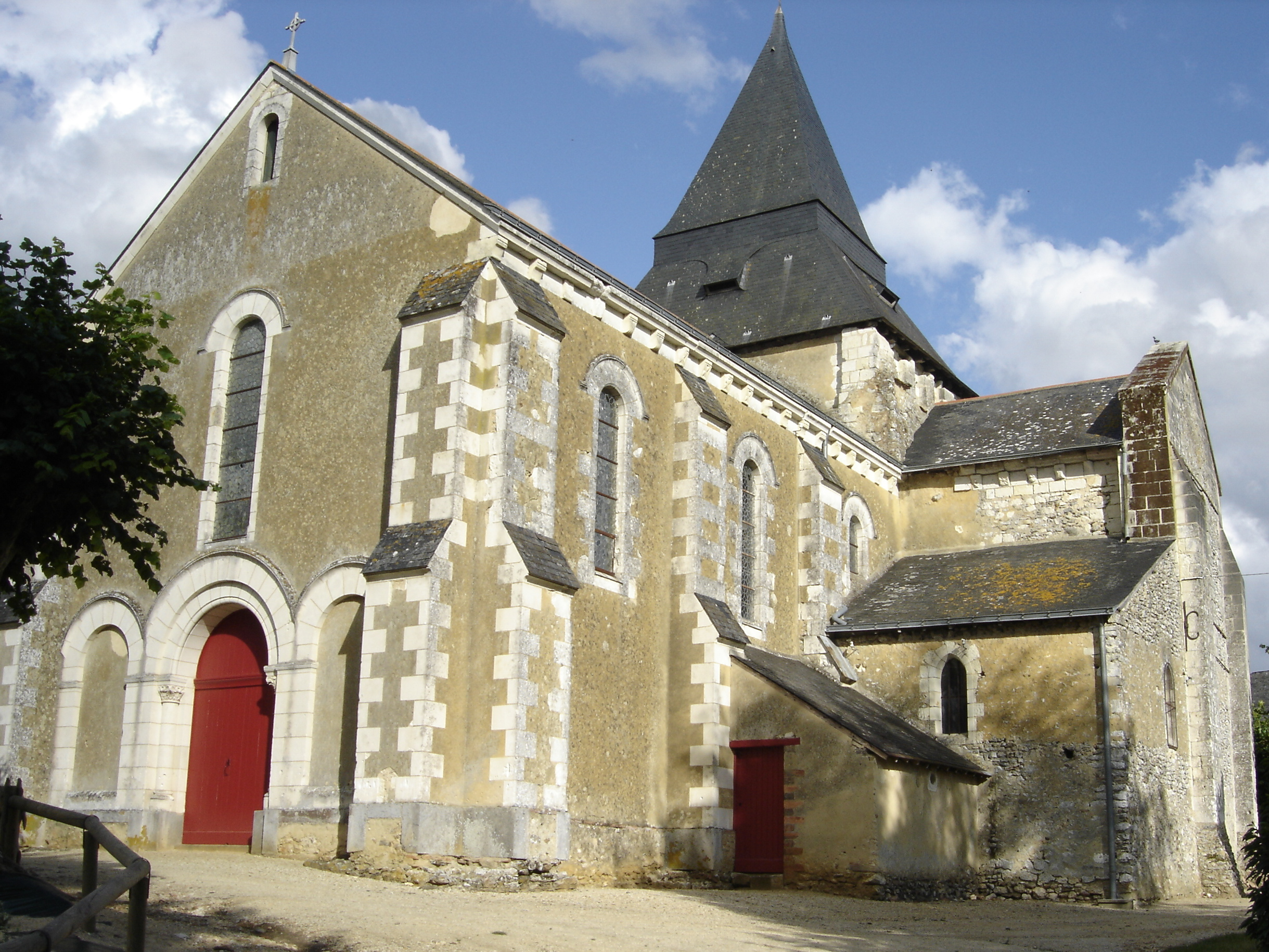
Église Saint-Pierre.
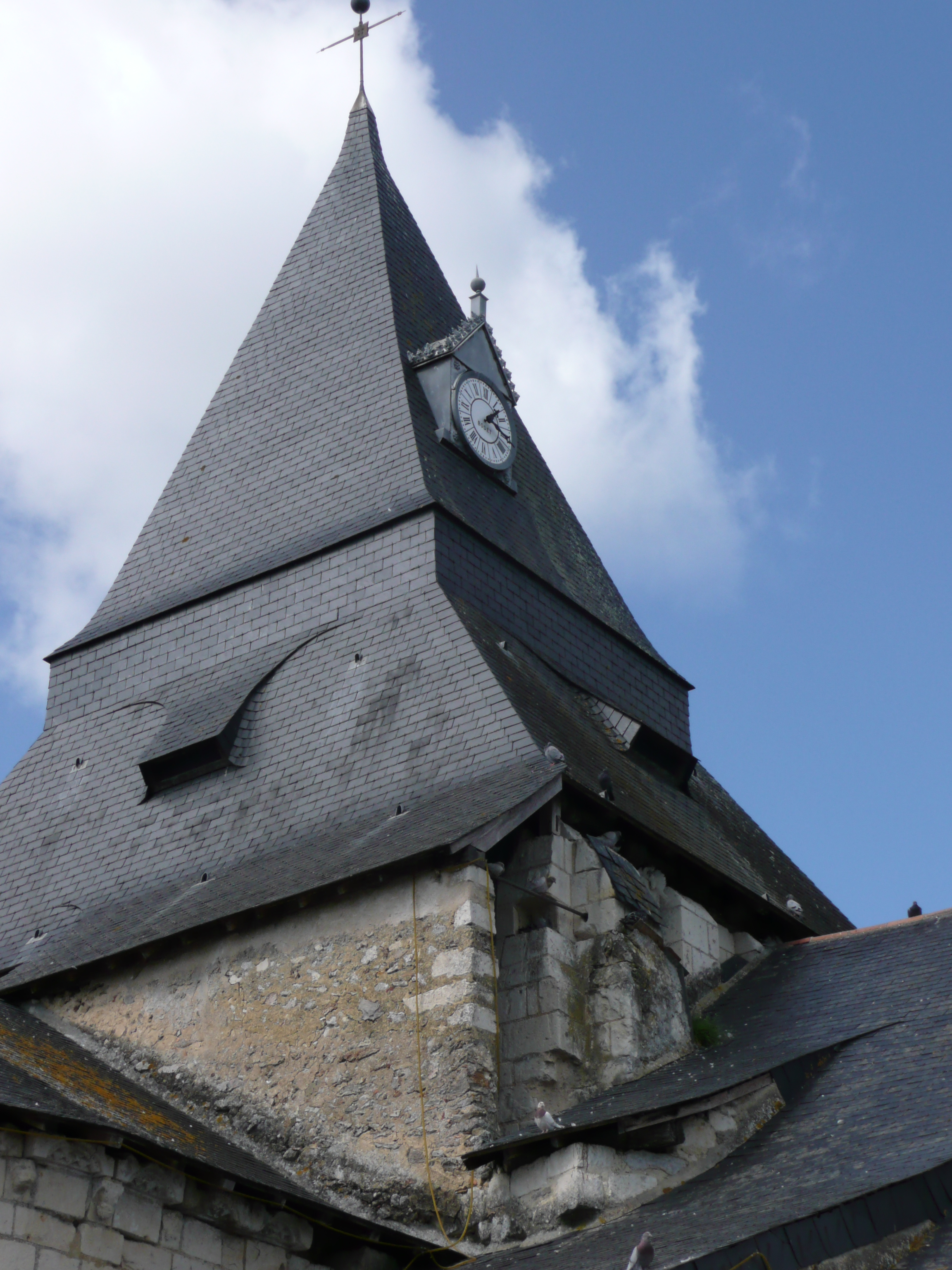
Le clocher.
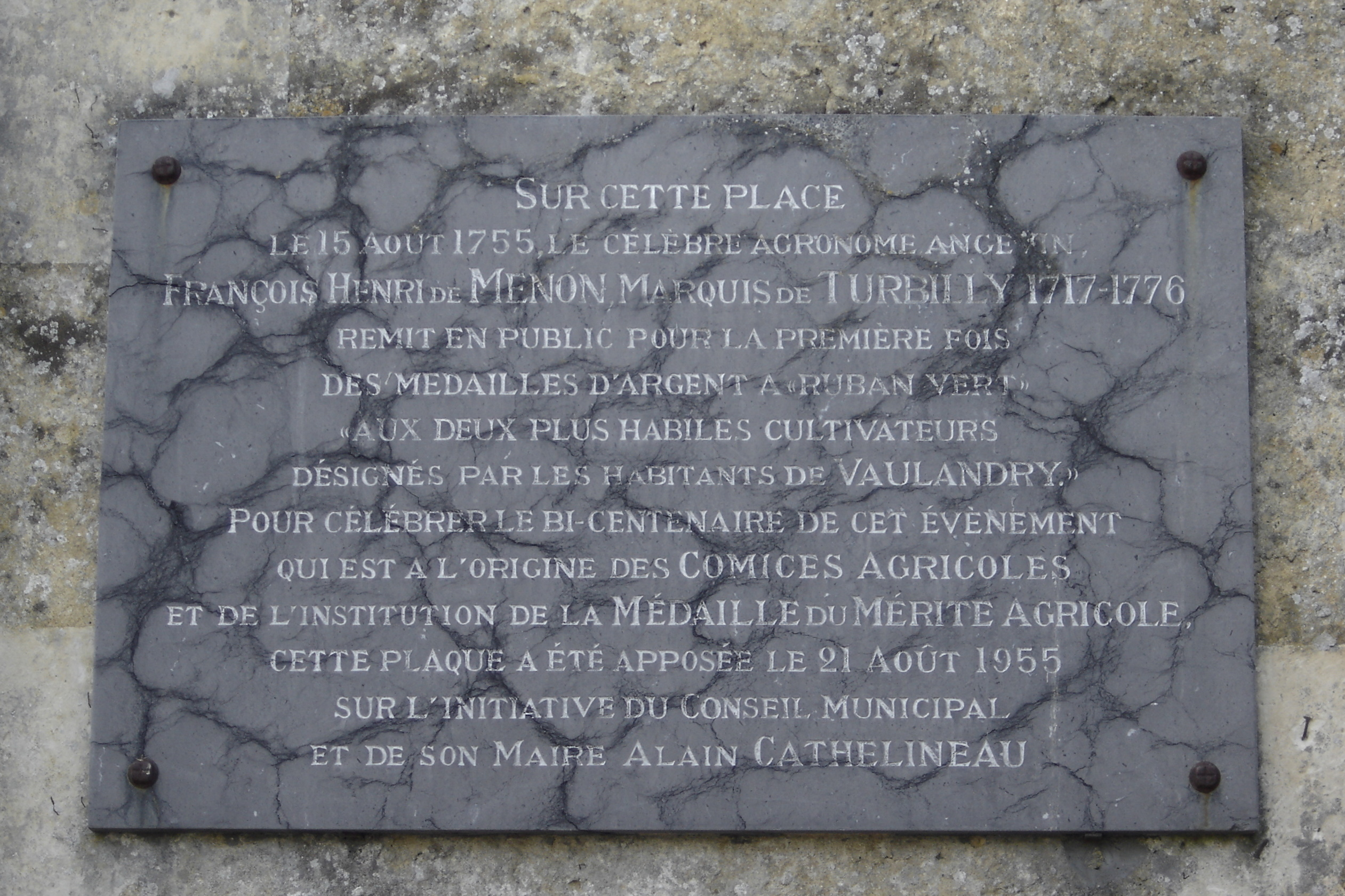
Plaque en souvenir des médailles d'argent à « rubant vert » remises aux deux plus habiles cultivateurs de 1755.

- Chapelle Sainte-Anne, du XVIIIe siècle, Inventaire général.
- Château de Turbilly, des XVe, XVIIe et XVIIIe siècles, Inventaire général.
- Plusieurs fermes et maisons, des XVe, XVIe, XVIIe, XVIIIe et XIXe siècles, Inventaire général.
- Fours à chaux.
- Manoir dit la Cour, des XVIIe, XIXe et XIXe siècles, Inventaire général.
- Plusieurs moulins, des XVIIIe et XIXe siècles, Inventaire général.
- Presbytère dit le Prieuré, du XVIIe siècle, remanié au XVIIIe siècle, Inventaire général.

### Personnalités liées à la commune
- Émile Lemasson (1848-1920), homme politique né à Clefs, député de Maine-et-Loire de 1899 à 1901.
- Jean-François Clouet des Pesruches (1918-1957), résistant, cinéaste, mort à Vaulandry.